# Villa El Carmen (Caipitandi)
Villa El Carmen ist eine Ortschaft im Departamento Tarija im südamerikanischen Anden-Staat Bolivien.

## Lage im Nahraum
Villa El Carmen ist die zweitgrößte Ortschaft des Kanton Caiza „J“ im Municipio Yacuiba in der Provinz Gran Chaco. Der Ort liegt auf einer Höhe von 594 m etwa zwanzig Kilometer nördlich der bolivianisch-argentinischen Grenze. Westlich der Ortschaft verläuft in Nord-Süd-Richtung der Höhenzug der Serranía Aguaragüe, der hier Höhen von mehr als 1200 m erreicht. Zwei Kilometer östlich von El Carmen verläuft die Bahnstrecke von Santa Cruz in Bolivien nach Salta in Argentinien.

## Geographie
Villa El Carmen liegt am Südostrand der bolivianischen Anden-Kette im Tiefland des subtropischen Gran Chaco, der sich über Nordwest-Paraguay, Nordost-Argentinien und Südost-Bolivien erstreckt.
Das Klima ist subtropisch mit heißem feuchten Sommer und mäßig warmem und trockenen Winter. Die Jahresdurchschnittstemperatur liegt bei knapp 22 °C, die durchschnittlichen Monatswerte schwanken zwischen 15 °C im Juni/Juli und 26 °C im Januar (siehe Klimadiagramm Yacuiba). Der Jahresniederschlag beträgt knapp 1100 mm, bei einer viermonatigen Trockenzeit von Juni bis September mit Monatsniederschlägen unter 15 mm und einer Feuchtezeit von Dezember bis März mit 160–200 mm Monatsniederschlag.
Gemäß der Klimaklassifikation von Köppen-Geiger ist das Klima von Villa El Carmen feucht-subtropisch (Cwa-Klima).

## Verkehrsnetz
Villa El Carmen liegt in einer Entfernung von 312 Straßenkilometern südöstlich von Tarija, der Hauptstadt des Departamentos, und neunzehn Kilometer nördlich der Grenzstadt Yacuiba.
Von Tarija aus führt die Nationalstraße Ruta 11 in östlicher Richtung über die Städte Entre Ríos und Palos Blancos 250 Kilometer bis Villamontes. Dort trifft sie auf die nord-südlich verlaufende Ruta 9, die nach Süden über Sachapera nach Villa El Carmen und weiter über Palmar Chico und Yacuiba zur argentinischen Grenze führt.

## Bevölkerung
Die Einwohnerzahl des Ortes ist in den vergangenen beiden Jahrzehnten auf das Doppelte angestiegen:
| Jahr | Einwohner | Quelle       |
| ---- | --------- | ------------ |
| 1992 | 689       | Volkszählung |
| 2001 | 909       | Volkszählung |
| 2012 | 1813      | Volkszählung |
| 2024 |           | Volkszählung |

Die Region weist einen gewissen Anteil an Quechua-Bevölkerung auf, im Municipio Yacuiba sprechen 17,6 Prozent der Bevölkerung Quechua.